# Kryonéri (ort i Grekland, Epirus)
Kryonéri (Kryoneri) är en ort i Grekland.   Den ligger i prefekturen Nomós Ioannínon och regionen Epirus, i den nordvästra delen av landet, 300 km nordväst om huvudstaden Aten. Kryonéri ligger 690 meter över havet och antalet invånare är 129.
Terrängen runt Kryonéri är huvudsakligen kuperad, men söderut är den bergig. Terrängen runt Kryonéri sluttar söderut. Runt Kryonéri är det ganska glesbefolkat, med 22 invånare per kvadratkilometer. Närmaste större samhälle är Parakálamos, 6,0 km öster om Kryonéri. Omgivningarna runt Kryonéri är en mosaik av jordbruksmark och naturlig växtlighet.